# Barão das Laranjeiras

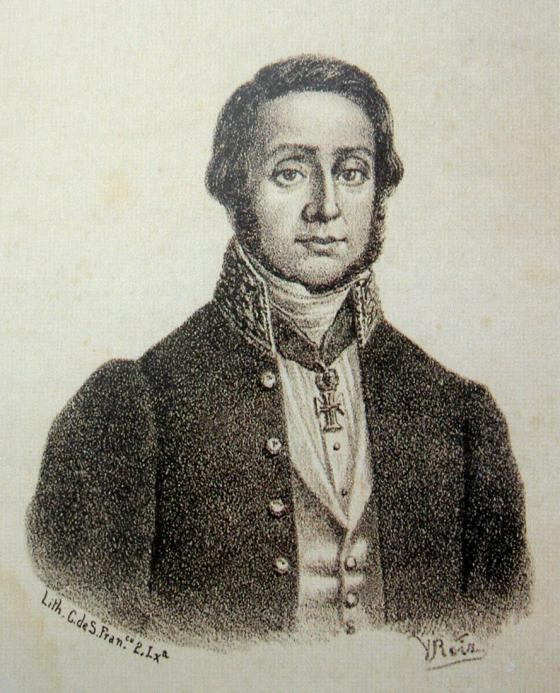
Manuel de Medeiros da Costa Canto e Albuquerque, barão das Laranjeiras

Barão das Laranjeiras é um título nobiliárquico criado por D. Maria II de Portugal, por Decreto de 27 de Maio de 1836, em favor de Manuel de Medeiros Costa Canto e Albuquerque.
Titulares
1. Manuel de Medeiros Costa Canto e Albuquerque, 1.º Barão das Laranjeiras;
2. António Manuel de Medeiros Costa Canto e Albuquerque, 2.º Barão e 1.º Visconde das Laranjeiras;
3. Duarte Borges de Medeiros Costa e Albuquerque, 3.º Barão das Laranjeiras.